# Vinson-Plateau
Das Vinson-Plateau (bulgarisch плато Винсън plato Winsan) ist das zwischen 4000 und 4600 m hohe Gipfelplateau des Vinson-Massivs in der Sentinel Range des Ellsworthgebirges im westantarktischen Ellsworthland. Es erstreckt sich in nordnordwest-südsüdöstlicher Ausrichtung über eine Länge von 9 km zwischen dem Goodge Col und dem Hammer Col und einer Breite von 4,5 km zwischen dem Branscomb Peak  sowie dem Silverstein Peak im Westen und dem Schoening Peak sowie dem Marts Peak im Osten. Aus der Ebene erheben sich neben dem Mount Vinson eine Reihe weiterer Gipfel von mehr als 4700 m Höhe, darunter der Clinch Peak, der Corbet Peak, der Silverstein Peak, der Schoening Peak und der Hollister Peak.
US-amerikanische Wissenschaftler kartierten das Plateau 1988. Die bulgarische Kommission für Antarktische Geographische Namen benannte es 2010 nach dem Namensgeber für das Vinson-Massiv, dem US-amerikanischen Politiker Carl Vinson (1883–1981).